# Sphagnum cyclocladum
Sphagnum cyclocladum är en bladmossart som beskrevs av Warnstorf 1899. Sphagnum cyclocladum ingår i släktet vitmossor, och familjen Sphagnaceae. Inga underarter finns listade i Catalogue of Life.